# 2012-es flandriai körverseny
A 2012-es flandriai körverseny az 1913-ban megkezdett sorozatban a 96. kerékpárverseny volt, melyet 2012. április 1-jén rendeztek meg. A verseny része a 2012-es UCI World Tour-nak. Elsőként Tom Boonen haladt át a célvonalon, őt követte Filippo Pozzatto és Alessandro Ballan.

## Csapatok
A 18 World Tour csapaton kívül 7 csapat kapott szabadkártyát, így alakult ki a 25 csapatos mezőny.
UCI World Tour csapatok:
 AG2R La Mondiale ·   Astana ·   Movistar ·   Euskaltel–Euskadi ·   FDJ–BigMat ·   Team Garmin–Barracuda ·   Lampre–ISD ·   Liquigas–Cannondale ·   Lotto–Belisol Team ·   Omega Pharma–Quickstep ·   Rabobank ·   Katyusa ·   GreenEDGE Cycling Team ·   Team Saxo Bank ·   Sky Procycling ·  Vacansoleil–DCM ·  RadioShack–Nissan–Trek ·  BMC Racing Team · 
Profi kontinentális csapatok:
 Accent Jobs–Willems Veranda's ·   Argos-Shimano ·  Farnese Vini–Selle Italia ·   Landbouwkrediet–Euphony ·   Team Europcar ·   Team NetApp  ·  Topsport Vlaanderen–Mercator

## Végeredmény
|    | Versenyző               | Csapat                    | Idő                 |
| -- | ----------------------- | ------------------------- | ------------------- |
| 1  | Tom Boonen (BEL)        | Omega Pharma–Quickstep    | 6:04:33             |
| 2  | Filippo Pozzatto (ITA)  | Farnese Vini–Selle Italia | 6:04:33 (+00:00:00) |
| 3  | Alessandro Ballan (ITA) | BMC Racing Team           | 6:04:34 (+00:00:01) |
| 4  | Greg Van Avermaet (BEL) | BMC Racing Team           | 6:05:11 (+00:00:38) |
| 5  | Peter Sagan (SVK)       | Liquigas–Cannondale       | 6:05:11 (+00:00:38) |
| 6  | Niki Terpstra (NED)     | Omega Pharma–Quickstep    | 6:05:11 (+00:00:38) |
| 7  | Luca Paolini (ITA)      | Katyusa                   | 6:05:11 (+00:00:38) |
| 8  | Thomas Voeckler (FRA)   | Team Europcar             | 6:05:11 (+00:00:38) |
| 9  | Matti Breschel (DEN)    | Rabobank                  | 6:05:11 (+00:00:38) |
| 10 | Sylvain Chavanel (FRA)  | Omega Pharma–Quickstep    | 6:05:11 (+00:00:38) |

## Külső hivatkozások
- Hivatalos honlap